# Il lungo silenzio
Il lungo silenzio (alemany: Zeit des Zorns, francès: Le long silence) és una pel·lícula de coproducció italo-germano-francesa del 1993 dirigida per Margarethe von Trotta.
Margarethe Von Trotta analitza en aquesta pel·lícula els sentiments d'una dona italiana que s'enfronta amb gran valor a la màfia italiana, desafiant les normes del corrupte sistema. Una bona direcció per part de Trotta, una interpretació excel·lent de Carla Gravina i una banda sonora magistral de Ennio Morricone fan d'aquesta pel·lícula un magnífic drama polític.

## Argument
Carla és l'esposa de Marco, un jutge immers en un assumpte de tràfic d'armes. Un altre magistrat més que lluita contra la corrupció de la vida política italiana. Carla té l'obsessió que el seu marit pugui ser assassinat a causa de la labor que exerceix. Ella no s'equivoca i finalment ho maten. Carla demana el suport d'altres vídues de jutges en la seva mateixa situació, però per a això han de trencar “Il lungo silenci” que no és una altra cosa que la barrera que sempre ha protegit les malifetes de malvats i sicaris sota les ordres de personatges influents i corruptes. Carla amb l'ajuda de les altra vídues i les notes del seu marit, produeixen un documental per a la televisió que posa en perill les seves vides i les de moltes persones.

## Repartiment
- Carla Gravina com a Carla Aldrovandi
- Jacques Perrin com a Marco Canova
- Paolo Graziosi com Francesco Mancini
- Agnese Nano com a Maria Mancini
- Antonella Attili com a dona de Fantoni
- Alida Valli com la mare de Carla
- Ottavia Piccolo com a Rosa
- Giuliano Montaldo com a fiscal
- Ivano Marescotti com Fantoni

## Premis
- 1993 - Una nominació als 6ns Premis del Cinema Europeu a Carla Gravina com a Millor actriu europea.[3]
- 1993 - Premi "Millor acriu" Carla Gravina; Premi a la "Pel·lícula més popular" i Premi "Permi del Jurat Ecumènic" (Festival Internacional de Cinema de Montreal)[4]
- 1994 - Una nominació al Premi "Film Award in Gold" en la categoria de Presentació del Film més destacat (German Film Awards)
- 1994 - Premi Globo d'oro a la millor actriu a la millor actriu, millor guió i millor banda sonora.[5]